# Amphinemura dentata
Amphinemura dentata är en bäcksländeart som beskrevs av Peter Zwick 1977. Amphinemura dentata ingår i släktet Amphinemura och familjen kryssbäcksländor. Inga underarter finns listade i Catalogue of Life.